# تشارلز كينسي
تشارلز كينسي هو قاضي وسياسي أمريكي، ولد في 1773 في بالتيمور في الولايات المتحدة، وتوفي في 25 يونيو 1849 في والدويك في الولايات المتحدة. انتخب عضو جمعية نيوجيرسي العامة ‏ وانتخب عضو مجلس النواب الأمريكي ‏.